# Shut Down (chanson de Blackpink)
Singles de Blackpink
Pink Venom
(2022)
Shut Down est une chanson enregistrée par le girl group sud-coréen Blackpink. Il sort le 16 septembre 2022 via YG Entertainment et Interscope Records, en tant que deuxième single du deuxième album studio du groupe, Born Pink (2022). Il s'agit avant tout d'une chanson hip hop animée par des sons de violon classique en boucle, de rythmes trap, de cordes et de basse. Il est écrit par le producteur 24, aux côtés de Teddy, Danny Chung et Vince.
Shut Down est un succès commercial et devient le deuxième succès numéro un de Blackpink au Billboard Global 200. En Corée du Sud, le morceau domine le palmarès des chansons sud-coréennes de Billboard pendant trois semaines et atteint la troisième place du Circle Digital Chart. Il entre dans le Billboard Hot 100 américain à la 25e place et dans le UK Singles Chart à la 24e place. La chanson domine également les charts à Hong Kong, en Indonésie, en Malaisie, aux Philippines, à Singapour, à Taiwan et au Vietnam, et entre dans le top dix en Australie, au Canada, en Nouvelle-Zélande, en Inde et en Corée du Sud. Il est ensuite certifié platine au Canada et or en Australie et au Japon. Un clip vidéo d'accompagnement de la chanson est mis en ligne sur la chaîne YouTube de Blackpink simultanément à la sortie du single.
Le single compte actuellement 800 millions de vues 

## Contexte
Le 31 juillet 2022, une vidéo teaser est mise en ligne sur les comptes de réseaux sociaux de Blackpink, annonçant la sortie d'un nouvel album en septembre, précédée du single Pink Venom en avant-première le 19 août. Le 24 août, YG Entertainment annonce que Blackpink tournr le clip du premier single de son deuxième album dans la province de Gyeonggi, en Corée du Sud. Le label déclare que le groupe se prépare pour sa tournée mondiale et tease son prochain single : « elles travaillent dur sur un calendrier pour tenir leurs promesses envers leurs fans… toutes les chansons de l'album sont les cristaux qui écriront une nouvelle histoire pour Blackpink, mais la chanson titre en particulier sera une chanson qui surprendra les fans de musique du monde. Le clip élèvera également le statut de la K-Pop avec une différence qui n'a jamais été vue auparavant. ».
Le 6 septembre 2022, l'affiche titre du deuxième single, Shut Down, est publiée sur les comptes de réseaux sociaux de Blackpink,. Du 10 au 13 septembre, des affiches promotionnelles de la chanson mettant en vedette chacun des membres sont diffusées. Le 13 septembre, un teaser du clip est publié et le clip officiel est publié le 16 septembre.

## Composition
Shut Down est un morceau basé sur le hip-hop qui présente des cordes, un son de basse insistant, un rythme trap et une "boucle folle" de violon classique,,. Il échantillonne le début du troisième mouvement du deuxième concerto pour violon du compositeur italien Niccolò Paganini, communément appelé La Campanella. YG Entertainment décrit le titre de la chanson comme « intuitif mais étrangement tendu ». Contrairement à la pièce originale, qui est composée dans la tonalité de si mineur, Shut Down est composée dans la tonalité de si bémol mineur avec un tempo de 110 battements par minute. Au niveau des paroles, la chanson montre la réponse des membres aux critiques de leurs ennemis. Erica Gonzales de Elle écrit que « tout au long du morceau, les filles disent à tour de rôle à leurs ennemis et à leurs sceptiques de s'asseoir ».

## Réception critique
Billboard qualifie Shut Down de l’une des meilleures chansons de 2022, louant son « fanfaron et son sens » et la fusion de la musique classique et du hip-hop comme « ingénieuse ».
| Critique/Publication | Liste                                                | Rang | Ref.   |
| -------------------- | ---------------------------------------------------- | ---- | ------ |
| Billboard            | Les 100 meilleures chansons de 2022                  | 91   | [ 15 ] |
| Cosmopolitan         | Les 15 meilleures chansons K-pop de 2022, classées   | 12   | [ 16 ] |
| Dazed                | Les meilleurs morceaux de K-pop de 2022              | 23   | [ 17 ] |
| Hypebae              | Meilleures chansons et vidéoclips K-pop de 2022      | —    | [ 18 ] |
| The Mary Sue         | Onze des meilleures chansons K-pop de 2022, classées | 4    | [ 19 ] |
| SCMP                 | 15 meilleures chansons K-pop de 2022                 | 10   | [ 20 ] |
| Teen Vogue           | Les 79 meilleures chansons K-pop de 2022             | —    | [ 16 ] |
| Teen Vogue           | 21 meilleurs clips vidéo K-pop de 2022               | —    | [ 21 ] |

## Performances commerciales
Shut Down fait ses débuts au numéro un du Billboard Global 200 avec 152,8 millions de streams et 17 000 téléchargements vendus, ce qui vaut à Blackpink son deuxième numéro un du classement après Pink Venom. Le groupe rejoint BTS, Justin Bieber et Olivia Rodrigo comme seuls groupes avec plusieurs chansons dans le palmarès. Avec Pink Venom à la 2e place, Blackpink devient également le premier groupe à occuper les deux premières places en une seule semaine sur le Global 200. Shut Down fait aussi ses débuts au numéro un du Global Excl. États-Unis avec 140 millions de streams et 13 000 téléchargements vendus en dehors des États-Unis, ce qui au groupe son troisième numéro un après Lovesick Girls et Pink Venom. Grâce à cela, Blackpink devient l’artiste avec le deuxième plus grand succès du classement après BTS. Le groupe devient également le quatrième groupe à faire ses débuts au sommet du Global 200, Global Excl. US et du Billboard 200 simultanément avec Shut Down et son album parent Born Pink . BTS, Justin Bieber et Taylor Swift sont les seuls autres artistes à avoir réussi cet exploit. Shut Down figure dans le Global 200 pendant un total de 24 semaines.
En Corée du Sud, Shut Down fait ses débuts à la 29e place lors la semaine 38 du Circle Digital Chart pour la période du 11 au 17 septembre, avec moins de deux jours de suivi. Il culmine ensuite à la 3e place la semaine suivante, pour la période du 18 au 24 septembre. Aux États-Unis, la chanson entre dans le Billboard Hot 100 à la 25e place pour la semaine du 16 au 22 septembre. Il obtient 4 000 téléchargements et fait ses débuts à la 10e place du Streaming Songs avec 13 millions de streams, devenant ainsi le troisième top dix du groupe et le deuxième entièrement en solo. Avec cela, Blackpink devient le premier groupe féminin à avoir plusieurs top dix, et à égalité avec Psy pour le deuxième top dix par un groupe coréen. Elles deviennent également le premier groupe coréen à avoir un album sans compilation produisant plusieurs top dix dans le classement. Shut Down fait également ses débuts à la 24e place du UK Singles Chart, marquant le huitième succès du groupe dans le top 40 du pays.

## Clip musical
Un teaser pour le clip de Shut Down sort le 13 septembre 2022 et le clip officiel sort le 16. Il dépasse les 100 millions de vues en cinq jours et trois heures.
La vidéo fait référence aux précédents clips vidéo publiés par Blackpink,. Dans le plan d'ouverture de la vidéo, Lisa se tient sur une terrasse devant un ciel sombre (Playing with Fire) avant de prendre le volant pour une promenade en voiture de groupe, reflétant une scène de Whistle dans laquelle Rosé conduit. La scène dans Ddu-Du Ddu-Du de Jennie rappant assise sur un char militaire avec des sacs de courses roses est également recréée. Lisa rappe assise parmi des sacs noirs remplis d'argent rose et de haut-parleurs (Boombayah). Jisoo se protège de la pluie d'argent avec un parapluie rose (Ddu-Du Ddu-Du). Tout comme dans Whistle, Rosé est assis au sommet de la Terre, sauf que le globe dans Shut Down est noir et rose. Dans une autre scène, elle conduit seule une voiture (Kill This Love). Dans Playing with Fire, Jennie joue avec une allumette à flamme orange dans une baignoire blanche ; dans Shut Down, elle fait la même chose dans une baignoire en onyx et avec une flamme rose. Lisa brandit une épée avec le mot « Blackpink » dessus, et Rosé se balance sur un lustre (Ddu-Du Ddu-Du). Jisoo trébuche et tombe devant les paparazzi qui filment chacun de ses mouvements dans Ddu-Du Ddu-Du, mais prend des photos d'elle-même en toute confiance sans les yeux éblouissants des photographes dans Shut Down. Pendant le refrain, les membres dansent dans une allée bordée d'affiches faisant référence aux titres de leurs chansons solo et de groupe.

### Vidéo de la danse
La vidéo de la danse est également diffusée le 18 septembre 2022 ; la vidéo se compose des quatre membres effectuant la chorégraphie complète dans des tenues noires assorties, devant un décor décoré de volets argentés, donnant un sentiment d'immersion et établissant le concept du clip. Plus tard, les filles sont rejointes par une série de danseurs en tenues grises. Les danseurs rejoignent ensuite le quatuor pour les poses finales,.
Le spectacle est chorégraphié par Kiel Tutin, Taryn Cheng, Lee Jeong (Ri Jeong) et Kyle Hanagami, de l'équipe de chorégraphie YGX. Les chorégraphes notent : « Nous avons mis l'accent sur le style hip-hop unique et fort de Blackpink. Nous avons également maximisé les points essentiels de la performance et les charmes colorés des membres »

## Distinctions
| Année | Organisation              | Prix                           | Ref.   |
| ----- | ------------------------- | ------------------------------ | ------ |
| 2023  | Circle Chart Music Awards | Chanson de l'année – septembre | [ 35 ] |

| Programme        | Date              | Ref.   |
| ---------------- | ----------------- | ------ |
| Show Champion    | 21 septembre 2022 | [ 36 ] |
| Show Champion    | 28 septembre 2022 | [ 37 ] |
| Show Champion    | 5 octobre 2022    | [ 38 ] |
| M Countdown      | 22 septembre 2022 | [ 39 ] |
| M Countdown      | 29 septembre 2022 | [ 40 ] |
| M Countdown      | 6 octobre 2022    | [ 41 ] |
| Inkigayo         | 2 octobre 2022    | [ 42 ] |
| Inkigayo         | 9 octobre 2022    | [ 43 ] |
| Inkigayo         | 16 octobre 2022   | [ 44 ] |
| Show! Music Core | 8 octobre 2022    | [ 45 ] |

## Spectacles live et promotion
Le 16 septembre 2022, le groupe organisr une diffusion en direct sur sa chaîne YouTube officielle, une heure avant la sortie de Born Pink, sur une grande scène sur le thème du concept Shut Down. Dans l'émission, les membres révèlent les coulisses du tournage du clip, les activités futures et des aperçus de la tournée mondiale Born Pink, et présentent les nouvelles chansons de l'album. Le même jour, le groupe accorde des interviews sur les radios américaines Sirius XM et 102.7 KIIS FM. Le 19 septembre, elles interprètent la chanson en direct pour la première fois au Jimmy Kimmel Live ! sur ABC, et le 25 septembre, elles apparaissent au Inkigayo de SBS pour interpréter la chanson pour la première fois dans un programme musical sud-coréen. Shut Down est inclus dans la setlist de la tournée mondiale Born Pink de Blackpink, qui débute en octobre 2022. Le 28 janvier 2023, le groupe interprète la chanson avec le violoniste suédois Daniel Lozakovich lors de l'événement caritatif Le Gala des Pièces Jaunes organisé par Brigitte Macron, à Paris. En avril et juin 2023, Blackpink interprète Shut Down lors de ses sets en tête d'affiche au Coachella Valley Music and Arts Festival à Indio, en Californie et au BST Hyde Park à Londres,. La chanson est reprise par La Poem, qui fait partie de l'équipe de Yoo Se-yoon, dans le cinquième épisode de l'émission de téléréalité sud-coréenne Webtoon Singer. L'émission présente des performances d'artistes K-pop combinant webtoons et réalité étendue.

## Crédits et personnel
- Blackpink – chant, directrices créatives
- Teddy – exécutif, parolier, composition
- Danny Chung - parolier
- Vince - parolier
- 24 – composition, arrangement, clavier, producteur de disques
- Kang Yi-chae – cordes
- Josh Gudwin – ingénieur du mixage

## Classements
| Classement (2022)                       | Meilleure position |
| --------------------------------------- | ------------------ |
| Argentine (Hot 100)                     | 36                 |
| Australie (ARIA)                        | 5                  |
| Autriche (Ö3 Austria Top 40)            | 24                 |
| Canada (Hot 100)                        | 7                  |
| Croatie (Billboard)                     | 20                 |
| Tchéquie (IFPI Rádio)                   | 40                 |
| France (SNEP)                           | 51                 |
| Allemagne (Media Control AG)            | 31                 |
| Grèce (IFPI)                            | 8                  |
| Hong Kong (Billboard)                   | 1                  |
| Hongrie (Rádiós Top 40)                 | 3                  |
| Inde (IMI)                              | 4                  |
| Indonésie (Billboard)                   | 1                  |
| Japon (Hot 100)                         | 15                 |
| Japan Combined Singles (Oricon)         | 23                 |
| Lituanie (AGATA)                        | 11                 |
| Luxembourg (Billboard)                  | 18                 |
| Malaisie (Billboard)                    | 1                  |
| Pays-Bas (Nederlandse Top 40)           | 79                 |
| Nouvelle-Zélande (RMNZ)                 | 6                  |
| Pérou (Billboard)                       | 16                 |
| Philippines (Billboard)                 | 1                  |
| Portugal (AFP)                          | 22                 |
| Roumanie (Billboard)                    | 20                 |
| Singapour (RIAS)                        | 1                  |
| Slovaquie (Singles Digitál Top 100)     | 17                 |
| Afrique du Sud (RISA)                   | 45                 |
| Corée du Sud (Circle)                   | 3                  |
| Espagne (PROMUSICAE)                    | 82                 |
| Suède (Sverigetopplistan)               | 92                 |
| Suisse (Schweizer Hitparade)            | 37                 |
| Taïwan (Billboard)                      | 1                  |
| Turquie (Billboard)                     | 22                 |
| Royaume-Uni (UK Singles Chart)          | 24                 |
| États-Unis (Hot 100)                    | 25                 |
| US World Digital Song Sales (Billboard) | 1                  |
| Vietnam (Vietnam Hot 100)               | 1                  |

| Classement (2022)     | Meilleure position |
| --------------------- | ------------------ |
| Corée du Sud (Circle) | 5                  |

## Certifications
| Région                                                                     | Certification | Ventes/Streams |
| -------------------------------------------------------------------------- | ------------- | -------------- |
| Australie (ARIA)                                                           | Or            | 35 000^        |
| Canada (Music Canada)                                                      | Platine       | 80 000^        |
| Japon (RIAJ)                                                               | Or            | 50 000 000^    |
| xNon précisé par la certification ‡ventes/streaming selon la certification |               |                |

## Historique des versions
| Région | Date              | Format                       | Label             | Ref.   |
| ------ | ----------------- | ---------------------------- | ----------------- | ------ |
| Divers | 16 septembre 2022 | - téléchargement - streaming | - YG - Interscope | [ 97 ] |
| Italie | 7 octobre 2022    | Radiodiffusion               | Universal         | [ 98 ] |